# Vicovu de Jos
Vicovu de Jos (deutsch Unterwikow) ist eine Gemeinde im Kreis Suceava in Rumänien.

## Lage

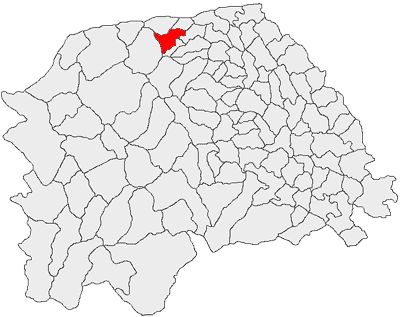
Lage der Gemeinde Vicovu de Jos im Kreis Suceava

Vicovu de Jos liegt in der Bukowina, unmittelbar an der ukrainischen Grenze im Tal des Flusses Suceava. Die Gemeinde ist in die Weiler Centre, Reu, Câmp, Paciucheni und Marginea unterteilt. Sie grenzt im Nordwesten an Vicovu de Sus, an der Nordseite an Bilca und das Gebirge Obcina Mare, im Westen an Putna, im Süden an Voitinel und im Osten an die Gemeinde Gălănești. Die Kreishauptstadt Suceava befindet sich etwa 54 km südöstlich.

## Geschichte

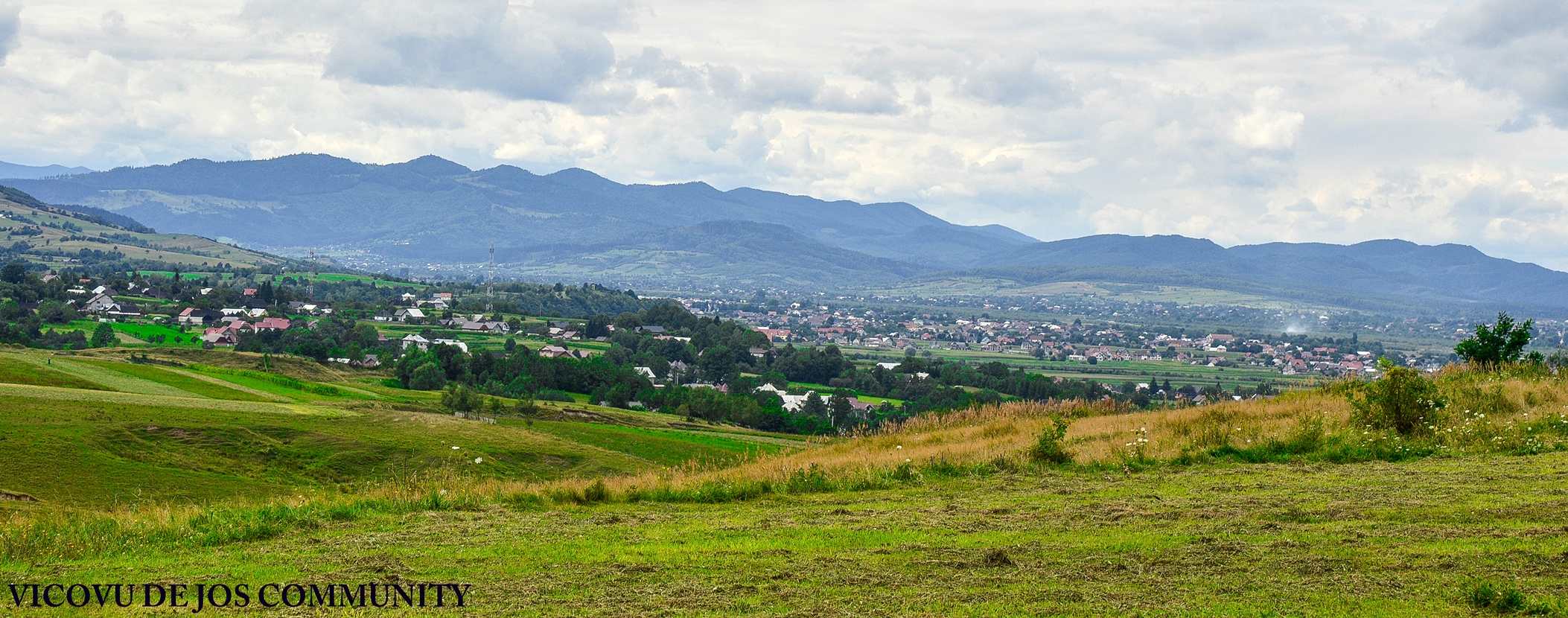
Blick auf Vicovu de Jos

Der Ort wurde 1436 unter dem Namen Vicovu de Jos erstmals urkundlich erwähnt. 1479 kaufte Ștefan cel Mare (Stefan der Große), der Fürst der Moldau, das Dorf und schenkte es dem Kloster Putna.
Nachdem das Fürstentum Moldau zunehmend unter osmanischen Einfluss geraten war, wurde die Bukowina 1774 Teil Österreich-Ungarns. 1787 siedelten sich im Ort Familien aus dem Rheinland, aus Franken, aus Baden und Württemberg an (d. h. Bukowinadeutsche). Vorwiegend lebten im Ort jedoch weiterhin Rumänen.
Nach dem Ersten Weltkrieg wurde die Bukowina und damit auch Vicovu de Jos ein Teil Rumäniens.

## Bevölkerung
Bei der Volkszählung 2011 lebten in Vicovu de Jos 5925 Personen, darunter 5752 Rumänen und 130 Roma.

## Verkehr
Durch Vicovu de Jos verläuft die Bahnstrecke Rădăuți–Brodina, mit Verbindungen in Richtung Suceava und Rădăuți (Radautz). Die Gemeinde liegt an einer Kreuzung der Drum național 2H und Drum național 2E. Es bestehen regelmäßige Busverbindungen nach Spătăraști, Păltinoasa und Vicovu de Sus sowie nach Rădăuți und Bivolarie.

## Sehenswürdigkeiten
- Die ehemalige orthodoxe Holzkirche von Vicovu de Jos befindet sich seit 1880 in Băhrinești (heute Ukraine).
- Kloster Putna (etwa 11 km südwestlich)

## Persönlichkeiten
- Sofia Vicoveanca (* 1941), rumänische Folksängerin. „Vicoveanca“ ist Ehrenbürgerin von Vicovu de Jos und hat dort ein ethnographisches Museum eingerichtet.[6][7]